# Всемирная федерация бадминтона
Всемирная федерация бадминтона (ВФБ) (англ. Badminton World Federation, BWF) — основная международная бадминтонная организация. Основана в 1934 как International Badminton Federation (IBF), в начале в неё входило 9 стран: Канада, Дания, Англия, Франция, Нидерланды, Ирландия, Новая Зеландия, Шотландия, Уэльс. 24 сентября 2006 года на внеочередном общем собрании в Мадриде было принято решение о смене названия на Badminton World Federation (BWF).
С момента основания до 1 октября 2005 года штаб квартира находилась в Челтнеме. В данный момент штаб квартира располагается в Куала-Лумпуре. С 18 мая 2013 года президентом федерации является олимпийский чемпион 1996 года датчанин Поуль-Эрик Хёйер Ларсен. В 2005—2013 годах этот пост занимал Кан Юн Джун (Республика Корея), а в 2001—2005 годах — вице-премьер правительства Таиланда Корн Даббаранси.

## Региональные федерации

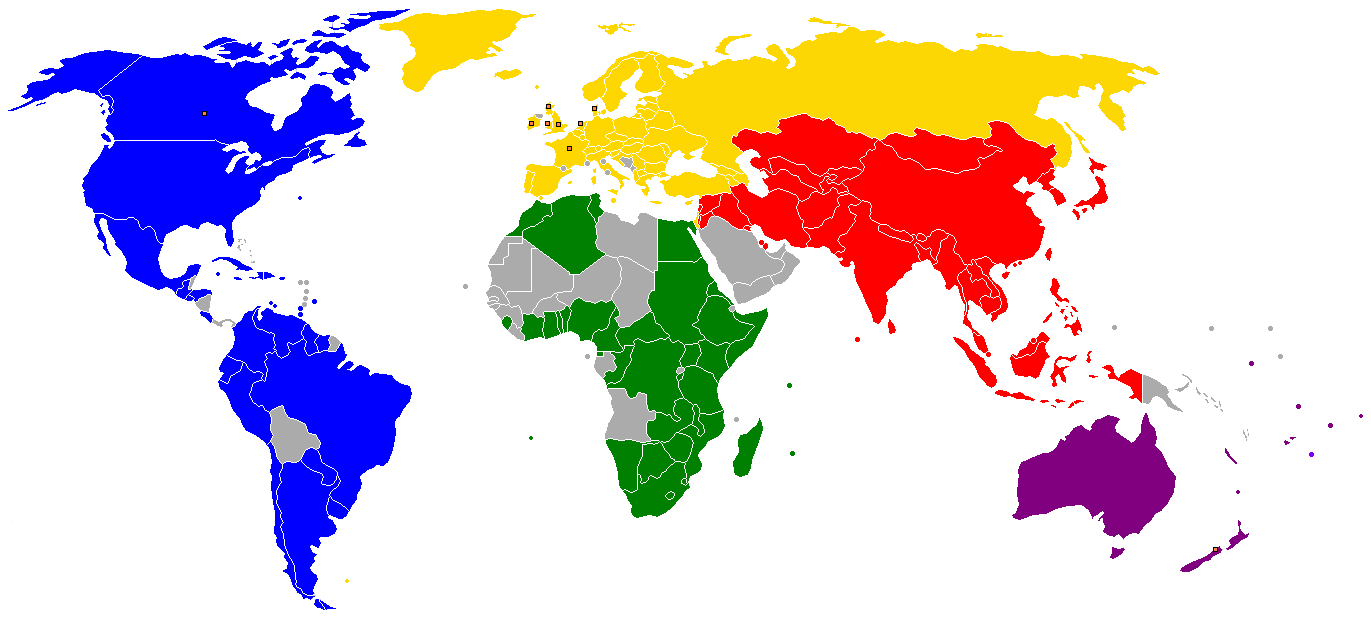
Карта мира с 5 континентальными федерациями

|        | Регион  | Федерация                    | Сокращение | Количество членов |
| ------ | ------- | ---------------------------- | ---------- | ----------------- |
|        | Азия    | Badminton Asia Confederation | BAC        | 39                |
|        | Европа  | Badminton Europe             | BE         | 51                |
|        | Америка | Badminton Pan Am             | BPA        | 31                |
|        | Африка  | Africa Badminton Federation  | ABF        | 33                |
|        | Океания | Badminton Oceania            | BO         | 11                |
| Всего: | Всего:  | Всего:                       | Всего:     | 165               |

## Соревнования
ВФБ регулярно организовывает 7 основных международных бадминтонных соревнований:
1. Олимпийские Игры
2. Чемпионат мира
3. Чемпионат мира по бадминтону среди юниоров
4. Кубок Томаса
5. Кубок Убер
6. Кубок Судирмана
7. Суперсерия BWF